# Arcytophyllum muticum
Arcytophyllum muticum là một loài thực vật có hoa trong họ Thiến thảo. Loài này được (Wedd.) Standl. mô tả khoa học đầu tiên năm 1928.